# Konkomba
Konkomba (Komba) – grupa etniczna z rodziny plemion woltajskich, zamieszkująca Ghanę i w mniejszej ilości sąsiednie Togo. Ich populację szacuje się na ponad 1 milion. Konkomba są migrującymi rolnikami, mówią w języku konkomba, z podgrupy woltajskiej.